# Philipp Scheidemann
Philipp Scheidemann (26. juli 1865 i Kassel – 29. november 1939 i København) var en tysk socialdemokratisk politiker, som var ansvarlig for proklamationen af Weimarrepublikken den 9. november 1918 og blev den første regeringschef i Weimarkoalitionen. Efter nationalsocialisternes magtovertagelse flygtede han til udlandet og til sidst Danmark, hvor han boede til sin død i 1939. Han skrev her til den danske arbejderpresse. Københavns Kommune overlod i 1953 Scheidemanns aske til Kassel.

## Liv

### Tidlige år
Philipp Scheidemann kom fra en håndværkerfamilie. Hans forældre var fra Kassel, hvor faren, Friedrich Scheidemann, var tapetserer og møbelpolster og moren, Wilhelmine, født Pape, dennes hustru. I Kassel gik han på Volks-, Bürger- og Realschule. Efter skolen stod han i lære fra 1879 til 1883 som håndsætter og bogtrykker. Til han blev 30, arbejdede han i trykkeribranchen som sætterassistent og derefter sættermester.
Allerede i 1883 var Scheidemann, der var overbevist socialist, trådt ind i SPD, som var forbudt pga. Bismarcks socialistlov. Han havde sluttet sig til bogtrykkernes fagforbund. Mellem 1888 og 1895 var han honorært bestyrelsesmedlem i Marburgegnens bogtrykkerforbund. Der videreuddannede han sig løbende på universitetet. Han skal der have gjort et varigt indtryk på sin underviser, filosoffen Hermann Cohen.
I 1889 giftede Scheidemann sig med Johanna Dibbern (1864–1926). Fra dette ægteskab havde han døtrene Lina (1889–1933), Liese (1891–1955) og Hedwig (1893–1935).
Fra 1895 forlod han bogtrykkererhvervet og blev aktiv i flere socialdemokratiske aviser. Derefter arbejdede han som redaktør for Mitteldeutsche Sonntagszeitung i Gießen, fra 1900 for Fränkische Tagespost i Nürnberg, fra 1902 for Offenbacher Abendblatt (Offenbach am Main) og fra 1905 for Casseler Volksblatt i sin hjemby.
Ud over politiske artikler skrev Scheidemann fra 1909 under pseudonymet Henner Piffendeckel om søndagen små folkelige historier. Han skrev flere bøger på kasselsk dialekt.

### Større anseelse i partiet
Efter at han i 1903 første gang var blevet valgt til kejserrigets Reichstag for valgkredsen Düsseldorf 3 (Landkreis Solingen), var han fra 1908 til 1911 også medlem af byrådet i sin hjemby Kassel. Da han i 1911 blev valgt ind i partiets bestyrelse, som han var en del af til 1918, opgav han sit mandat, da han i den forbindelse måtte flytte til Berlin. Efter August Bebels død (1913) overtog Scheidemann og Hugo Haase ledelsen af SPD-gruppen. Denne position beholdt han til 1918.
Som den første socialdemokrat blev Scheidemann i 1912 valgt til en af rigsdagens vicepræsidenter. Han nægtede dog at aflægge et tiltrædelsesbesøg hos kejseren, da denne skik altid havde været foragtet i partiet. Det foranledigede, at han ikke kunne tiltræde sin post. Først fra juni og til oktober var embedet en kendsgerning.
I modsætning til Friedrich Ebert rådede Scheidemann over et retorisk talent. Han kunne tale overbevisende i både store forsamlinger og i små. Wilhelm Keil, ven og partifælle af dem, beskrev forskellen på de tidligere ledere af SPD:  Scheidemann var  "altid alvorlig, værdig og energisk" , mens Ebert var en "fremragende retoriker med en smule drengede manerer, som undertiden efterlod tvivl om, hvor meget af hans tilsyneladende store passion, der kunne tilskrives teatralik."
Scheidemanns "borgerlige omgangsform, hans sans for humor og hans urokkelige munterhed" skaffede ham også anerkendelse uden for partiet. Hans politik blev fremstillet som noget pragmatisk. Håbløse konflikter så han som muligheder, der var kommet på afveje. Han bestemte sig først for at forfølge en sag, når han var sikker på, at sagen ville få en succesrig afslutning.
Før 1. verdenskrig blev Scheidemann set som repræsentant for venstrefløjen. Da han i 1912 rettede skarpe angreb mod Hohenzollerne, forlod rigskansler Theobald von Bethmann Hollweg og de tilstedeværende medlemmer af forbundsrådet salen i protest.
Desuden repræsenterede Scheidemann det tyske socialdemokrati ved kongresser i udlandet. Agitationsrejser førte ham til Frankrig, Schweiz og USA.

### 1. verdenskrig
Under 1. verdenskrig var Scheidemann repræsentant for en middelvej mellem højre og venstre partifløj. Grundlæggende støttede han bevillingen til krigsobligationerne. Men Scheidemann vendte sig mod propagandaen for fred gennem sejr, men gik ind for en fred gennem forståelse. Hans udtalelse "Hvad der er fransk, skal forblive fransk, hvad der er belgisk, skal forblive belgisk, hvad der er tysk, skal forblive tysk" blev fra militaristisk-nationalistiske kredse betegnet som højforræderi. Især repræsentanter fra Deutsche Vaterlandspartei bekendtgjorde, at de ville hænge Scheidemann.
Allerede i januar 1915 var Scheidemann forarget over medlemmer af SPD, der ikke kunne tåle at høre ordet fædreland. Inden var Karl Liebknechts demonstrative brud med partidisciplinen, som var forsvaret af Haase og desuden havde fået talrige andre sympatitilkendegivelser fra eget parti. Med konceptet om en forståelsesfred (også kaldet "Scheidemannplan") kunne et brud i partiet og grundlæggelsen af Unabhängige Sozialdemokratische Partei Deutschlands ikke længere forhindres. Efter partiets splittelse blev Scheidemann fra 1917 formand for SPD sammen med Ebert.
Stillet over for forværrelsen af arbejderklassens nød på grund af krigen, insisterede SPD fra starten af 1917 på at indfri løfterne om politiske reformer. Scheidemann, Conrad Haußmann og Gustav Stresemann begyndte forhandlinger om at danne et flertal med et mål om et parlamentarisk styre. I den forbindelse kom Scheidemann så langt meningsmæssigt mod de borgerlige partier, at han mente, han til nød kunne se et parlamentarisk system med en monark i spidsen for sig. Et resultat af disse forhandlinger var en Friedensresolution fra den tyske Reichstag den 19. juni 1917. Inden ledede han MSPD-delegationen ved den resultatløse internationale socialistiske konference i Stockholm i 1917.
For at forhindre en radikalisering i landet deltog Scheidemann, Ebert og Otto Braun i den såkaldte Januarstreik (januarstrejke) i 1918. Det skabte had fra den politiske højrefløj.
Da Hertling-regeringen blev væltet, var Scheidemann som fraktionsformand og førende person i sit parti ikke uden indflydelse i de interfraktionelle udvalg. I det derefter følgende forløb var der uenigheder mellem Scheidemann og Ebert. Da prins Max von Baden, politiker for Fortschrittliche Volkspartei, kom på tale som rigskansler, mente Scheidemann, at man som socialdemokrat ikke kunne lade en prins stå i spidsen for regeringen. Også en regeringskoalition med socialdemokraterne forholdt Scheidemann sig negativt til, og det var da også Fridrich Ebert, der til sidst fik skabt enighed i SPD om indtræden i kabinettet
Trods sine forbehold blev Scheidemann som andre førende politikere i parlamentsflertallet statssekretær uden portefølje. De var de egentlige politiske beslutningstagere, mens Max von Baden i al væsentlighed blot var landet repræsentant udadtil. Scheidemann foranledigede som regeringsmedlem amnesti til politiske fanger. Specielt satte han sig personligt imod modstanden fra krigsministeriet og den militære jurisdiktion, ligesom han også betvivlede rigskanslerens tøven med at lade Karl Liebknecht gå fri.

### Republikken udråbes
I betragtning af det forestående militære sammenbrud og den truende revolutionære udvikling erklærede Scheidemann d. 5. november 1918, at han håbede, at fronten kunne holdes. Bolchevismen syntes for ham at være en større fare end den ydre fjende. Dermed var han enig med Oberste Heeresleitung. Kommunistisk propaganda og historieskrivning har tilskrevet Scheidenmann skylden for rigsregeringens brud med sovjetiske forbindelser.

Udvist af Tyskland.
Efter Nazisternes magtovertagelse i 1933 blev hans formue konfiskeret og han selv udvist,

## Æresbeviser
Gaden, der løber syd for rigsdagsbygningen, blev den 24. oktober 1965 omdøbt til Scheidemannstraße efter ham.
Philipp-Scheidemann-Straße i Bremen Vahr blev opkaldt efter ham, og hans fødeby Kassel opkaldte Scheidemannplatz efter ham, idet han havde været overborgmester.
| Politiske embeder                      | Politiske embeder                  | Politiske embeder             |
| -------------------------------------- | ---------------------------------- | ----------------------------- |
| Foregående: Wilhelm Solf               | Tysklands koloniminister 1918–1919 | Efterfølgende: Johannes Bell  |
| Foregående: Siegfried Graf von Roedern | Tysklands finansminister 1918–1919 | Efterfølgende: Eugen Schiffer |
| Foregående: Friedrich Ebert            | Tysklands kansler 1919             | Efterfølgende: Gustav Bauer   |